# Бильбиль-Казмаляр
Бильбиль-Казмаляр (лезг. Билбил-Къазма, ЦIийи Билар) — село в Магарамкентском районе Дагестана. Административный центр Бильбильского сельсовета.

## Географическое положение
Село расположено в 28 км к северо-востоку от районного центра с. Магарамкент, на левом берегу р. Ялама. Окружён Самурским лиановым лесом.

## Население
| 1926 | 1939 | 1970 | 1989  | 2002  | 2010  | 2021  |
| ---- | ---- | ---- | ----- | ----- | ----- | ----- |
| 443  | ↗508 | ↗810 | ↗1060 | ↗1847 | ↗2042 | ↘1913 |

## История
Село Бильбиль-Казмаляр имеет богатую историю, которая начинается с жителей горных районов, перегонявших скот зимой. Они строили небольшие дома и землянки из самана, чтобы пережить зиму до перегона скота и овец на горные летние пастбища.
Название села могло произойти от слова «Бильбиль», что на лезгинском языке означает «соловей». Возможно, это связано с тем, что в окрестностях села обитает много соловьёв. Также есть предположение, что название произошло от одноимённого селения в горах Магармкентского района.
Возникновение села можно приблизительно определить по одному из старых сохранившихся памятников на кладбище Ашиму (рода Дардац), где на надгробном камне сохранилась дата смерти - 1288г. по мусульманскому календарю (1870 год по современному летоисчеслению).
До него на этом кладбище были похоронены два поколения этого рода. Таким образом, возникновение села можно отнести к концу XVIII — началу XIX веков.
Во времена советской власти в селе располагался самый большой виноградарский совхоз «Победа» этого района. Во время Великой Отечественной войны из села на фронт ушли 82 человека, 38 из них не вернулись.
В 1975 году на территорию Бильбиль-Казмаляра были переселены жители села Хнюх. Сейчас к Бильбиль-казмалярскому сельскому поселению относится посёлок Приморский.
Село Бильбиль-Казмаляр окружено уникальным родниково-лиановым лесом. В селе есть все необходимые условия для комфортного проживания: оно полностью газифицировано, восстановлена мечеть, созданы условия для отдыха и занятий спортом.
Сегодня поселение Бильбиль-Казмаляр вместе с селом Приморский является самой южной точкой на берегу Каспийского моря, где создаются условия для курорта и отдыха приезжающим сюда туристам.